# 错那湖
错那湖（藏語：མཚོ་ནག，威利转写：mtsho nag）也作措那湖，位于中国西藏北部安多县境内，为怒江的源头湖，湖面海拔4650米，面积约400平方公里，是世界上海拔最高的淡水湖。“错那”在藏语中意为“黑湖”，是当地一座圣湖。青藏铁路经过错那湖东岸，最近处距湖岸只有几十米，是青藏铁路格尔木至拉萨段与铁路距离最近的湖泊。湖中水产丰富，湖泊沿岸水草丰富。 